# Marijan John Markul
Marijan John Markul (Livno, 27. studenoga 1909. – Los Angeles, 10. ožujka 2009.) bio je prijeratni socijalist i hrvatski politički iseljenik, poznat po tvrdnjama da je Josip Broz Tito zamijenjen dvojnikom i ruskim tajnim agentom.

## Tvrdnje o Titu
Markul je 2010-ih godina postao poznat po iskazu kojeg je dao američkom FBI-u u Los Angelesu 1955. godine, u kojem je tvrdio kako po njegovim saznanjima osoba koju je vidio tijekom boravka u Jugoslaviji 1953. godine, koja mu je bila predstavljena kao Tito, nije bio „pravi” Tito kojeg je upoznao 1930-ih godina. Markul je istražiteljima tvrdio kako se radi o izvjesnom ruskom agentu, koji je samo preuzeo Titov identitet nakon što je pravi Josip Broz Tito nestao u Staljinovim čistkama u Sovjetskom Savezu tijekom 1937. godine.

## Životopis
Rođen je u Livnu, u BiH, tada u sastavu Austro-Ugarske Monarhije. U doba Kraljevine Jugoslavije, kada je nakon Obznane bio zabranjen rad Komunističke partije, isti su ilegalno djelovali kroz sindikalne organizacije radnika, te je tako i Markul, kao mladi metalski radnik u Zagrebu došao u kontakt s ilegalnim aktivistima, kojima se pridružio, da bi već tijekom 1926. zbog komunističke propagande bio uhićen i osuđen na pet godina zatvora, te je kaznu služio u kaznionici u Lepoglavi, gdje upoznaje Aleksandra Rankovića, s kojim je bio istovremeno uhićen, te su proveli tjedan dana u istoj ćeliji.[nedostaje izvor]
Tijekom 1930. Markul odlazi iz Kraljevine Jugoslavije u Sovjetski Savez, gdje došavši u Rusiju, traži zaposlenje, ali ga uhićuje tamošnja policija, te ostaje u zatvoru do 1933., odakle uspjeva pobjeći u Finsku, gdje je uhvaćen, te izručen i vraćen u Sovjetski Savez, da bi potom bio deportiran brodom u zarobljenički logor u  Sibiru, kraj Bajkalskog jezera, odakle se nakon desetak dana po dolasku odlučuje na bijeg, te uspjeva doći  u Harbin, grad na sjeveroistoku Kine,u pokrajini Mandžuriji, potom odlazi u Šangaj na jugoistoku Kine, gdje se ukrcao na brod za Hamburg u Njemačkoj. Dolaskom u Hamburg, 1934., prvo vrijeme je zadržan u prihvatnom centru (eng. detention camp) dok mu nije utvrđen identitet, da bi ga njemačke vlasti pustile, te Markul odlazi u Antwerpen u Belgiji, gdje se na preporuku jugoslavenskog konzula zapošljava kao član posade jugoslavenskog trgovačkog broda, na kojem je radio dok negdje u zimu 1934., nisu stigli u Bordeaux, u Francuskoj, gdje se iskrcava i odlazi u Španjolsku, gdje se ukrcava na jednom brodu kao slijepi putnik, te kratko vrijeme boravi na sjeveru Španjolske, gdje ga uhićuje španjolska policija i provodi 21 dan u protvoru, te 1935. biva deportiran na francusku granicu, te tijekom 1936. za boravka u Parizu upoznaje Josipa Broza Tita koji je ondje boravio kao član Balkanske zemaljskog komesarijata Kominterne te organizirao odlazak internacionalnih brigada na bojište u Španjolsku, što Markula nije previse provlačilo te odlazi iz Pariza u Belgiju, odakle se 7. svibnja 1936. ukrcao kao slijepi putnik na njemački brod Konigsburg, te dolazi u New York, odakle odlazi rođaku u Chicago, gdje boravi od 1940. do 1942. godine.
Početak Drugoga svjetskog rata u Europi, okupaciju Kraljevine Jugoslavije i uspostavu NDH prati iz Sjedinjenih Američkih Država, da bi se radi lakšeg stjecanja američkog državljanstva odlucio dobrovoljno prijaviti u američku vojsku, u kojoj je bio od 9. listopada 1942. do 30. studenog 1944., kada je u gradu Marysvilleu, u saveznoj državi Kaliforniji svečano otpušten u činu dočasnika. Nakon odlaksa iz vojske ponovno se vraća u Chicago, da bi se tijekom 1947. zaposlio u Los Angelesu, gdje radi kao radnik u restoranu, iduće 1948., trajno se nastanio u Los Angelesu, da bi se 9. rujna 1950. oženio s Ingrid H. Kling (rođenu 18. travnja 1923. u Hanckoku, savezna država Michigan, umrla 19. siječnja 2009. u La Mirada, Los Angeles, u Kalifornij), američkom državljankom koja je radila kao laboratorijska tehničarka u gradskoj bolnici u Los Angelesu (LA County Hospital), kasnije je predavala znanost u srednjoj školi na Bevery Hillsu. U veljači 1955. kupuje restoran u LA-u, te je dana 14. ožujka 1955. naturaliziran kao američki državljanin.[nedostaje izvor]
Tijekom 1953. na pet tjedana je boravio u posjetu Jugoslaviji, gdje se tom prilikom na jednoj svečanoj večeri susreo s Titom i Rankovićem, kao i sa Savom Kosanovićem, bivšim jugoslavenskim veleposlanikom u SAD-u od 1946. do 1950. godine. S Titom je razgovor bio kratak te po Markuljevom dojmu,njega i suprugu Tito je primio hladno, te ga Markul nije mogao prepoznati u odnosu na Tita iz 1928. i 1936. kad se s njim susretao, dok je s Rankovićem razdovarao nekoliko sati, te mu iznio svoje sumnje o Titovu identitetu, na što je ovaj prešao preko toga, i nije htio otvarati tu temu, te ga je priupitao za slučaj Andrije Artukovića, bivšeg Pavelićevog ministra unutarnjih poslova u doba NDH, za kojim je u to vrijeme Jugoslavija SAD-u podnijela zahtjev za izručenjem, što su Amerikanci odbijali učiniti,  sumnjajući u pravičan postupak. Nadalje,  prilikom boravka u Jugoslaviji, u Velikoj Gorici je posjetio svoju sestru i šogora koji su radili kao liječnici, te oca Ivana Markulja koji je tada imao osamedest i osam godina života (r. 1865.), kojima je također izrazio sumnju u Titov identitet, što mu je i otac potvrdio, koji je 1926. upoznao Tita u Zagrebu.[nedostaje izvor]
Nakon povratka u SAD, u Los Angelesu sreće bivšeg jugoslavenskog konzula Sinišu Košutića i Branka Karađolu, koji ga pozivaju da financijski podrži projugoslavenski klub American - Yugoslav Civic Club iz LA-a kojeg je osnovao Rafo Ivančević, bivši generalni konzul Jugoslavije u Kaliforniji. Naime navedeni je klub bio paravan za obavještajnu aktivnost jugoslavenskih tajnih službi, te shvaćajući u što je upao, Markul 20. travnja 1955. odlazi u ured FBI-ja u Los Angelesu, gdje sve prijavljuje pritom iznoseći navedene podatke o aktivnostima Košutića i Karađole u jugoslavenskom klubu, kao i svoja ranija saznanja i spoznaje o Titu, te političkim prilikama u Jugoslaviji, kao i kontaktima koje je imao tijekom boravka u Jugoslaviji 1953., u svom iskazu danom pred američkim istražiteljima tijekom travnja i svibnja 1955. godine. Spomenuti je Markuljev svjedočki iskaz  ravnatelj FBI-a John Edgar Hoover u srpnju 1955. naložio proslijediti nadležnim organima CIA-e, te je s dokumenta 2006. skinuta oznaka tajnosti.
Markul je bio član Matice Hrvatske u Los Angelesu, te je svoja zapažanja o Hrvatskoj u tadasnjoj Jugoslaviji iznio u zapisima pod naslovom "S puta po Jugoslaviji" objavljenog u knjizi pod naslovom "Dojmovi s rodne grude", koju je 1958. objavila Matica iseljenika Hrvatske.
Preminuo je u stotoj godini života, 10. ožujka 2009. u domu u Los Angelesu, u Americi.[nedostaje izvor]